# 邦克山戰役
邦克山戰役（英語：Battle of Bunker Hill）或譯碉堡山戰役，亦稱布里德山戰役（Battle of Breed's Hill），是美國獨立戰爭波士頓之圍期間的一場軍事衝突，發生於1775年6月17日查爾斯鎮北部山地。
列星頓和康科德戰役後，英國軍隊全數撤回波士頓城內，使到北面的查爾斯鎮地峽變為無人地帶，而南方的多徹斯特高地又可能陷入民兵手中。5月底，英國軍隊試圖突破包圍，開始籌備多徹斯特的軍事行動。6月17日，英國軍隊發現叛逆民兵登上查爾斯鎮山地，建造防禦工事，於是派軍前往攻擊。雖然民兵本身準備不足，指揮上亦多有混亂之處；但是英國軍隊卻因為輕敵及戰術失誤，使到首兩波的攻擊均遭受民兵的重創而瓦解，待第三波攻擊，英國軍隊才成功奪取布里德山，而民兵則經由邦克山撤走。由於英國軍隊折損嚴重，無法發動新一波攻勢，使得波士頓戰事陷入僵局。

## 背景及英軍突圍計劃
1775年4月，列星頓和康科德戰役爆發。英軍從康科德撤退後，取道查爾斯鎮，再乘渡船返抵南面的波士頓市。當時麻薩諸塞灣殖民地總督兼北美英軍總司令托馬士·蓋奇（Thomas Gage），曾派新力軍到查爾斯鎮北部山地建設堡壘，但最後又取消計劃，並將全部軍隊調返波士頓，使查爾斯鎮變成無人地帶。
與此同時，民兵開始包圍波士頓。波士頓的地形本身難以防守，受到南北兩面制肘：查爾斯鎮在波士頓北方，與市中心僅一河之隔，市鎮背後分別是布里德山（Breed's Hill）及更高的邦克山。兩座山與波士頓市內的科柏山（Copp's Hill）遙相對望。至於南面則有一道狹窄陸橋通往南方洛斯貝利（Roxbury），而洛斯貝利東方則為多徹斯特高地（Dorchester Heights）。多徹斯特高地可俯視波士頓，只要民兵在上方安裝火炮，則整個波士頓港口的艦隻均可受到攻擊。
在5月的圍城期間，蓋奇只能等待英軍的援軍由海路抵達，未有大規模軍事行動，僅在切爾西灣戰鬥後於科柏山加設火炮。5月底，第五代豪子爵威廉·豪、克林頓及伯戈因（John Burgoyne）三人抵達波士頓，而援軍也先後抵埗。然而蓋奇的軍事準備一直不足，令克林頓及伯戈因頗為不滿。英軍既欠缺準確地圖，又無從得悉民兵計劃。在兩人催促下，蓋奇在6月12日召開軍事會議，定於6月18日進攻多徹斯特高地，在該處建設堡壘，再進攻山下的洛斯貝利。攻陷洛斯貝利後，豪會帶大軍進攻查爾斯鎮高地，然後進攻或包抄民兵大本營劍橋。同樣在6月12日，蓋奇聽從伯戈因建議，實施戒嚴，並命人代筆撰寫公告。代筆者在公告中措辭強硬挑釁。

## 民兵戰術決策與「邦克山」防禦計劃
圍城開始之初，麻薩諸塞議會一直擔心英軍會從海路直接進攻劍橋，或從側翼包抄洛斯貝利，故此加緊於兩地建設防禦工事。然而民兵內部對圍城下一步的行動，卻有嚴重分歧。以色列·普特南及威廉·普雷斯科特（William Prescott）兩位民兵領袖，力主優先派軍到邦克山建設堡壘。首先，民兵沒有遠程火炮，就算佔領多徹斯特高地，也無法轟擊波士頓，而邦克山則有地利之便。第二，邦克山與波士頓對望，可引誘英軍進攻，減輕南面戰線的壓力。然而民兵總司令亞提馬斯·華德（Artemas Ward）卻反對此計劃，指民兵欠缺武器、人力及組織，就算建造堡壘也無法防守，並獲約瑟·瓦倫附議。議會最終決議等待人力補給充足，才派軍到多徹斯特高地及邦克山。
不過，普雷斯科特對此卻極為不滿，決定獨自行動。5月13日，普雷斯科特帶了一批康涅狄格民兵私自出發，在英軍軍艦及波士頓瞭望台的監視下，操兵登上邦克山，然後經布里德山進入查爾斯鎮，更在海邊面向英軍炮艦巡遊。三等護衛艦森麻實號只因未受民兵攻擊，亦沒有獲得上級指令，才沒有開炮。
6月12日，民兵領袖先收閱蓋奇措辭強硬的公告，再從線報得悉英軍即將在多徹斯特及邦克山有所動作。15日民兵召開會議，決定同時派兵到兩地防守。華德為保存劍橋軍力，起初只派普特南帶兵到邦克山，普雷斯科特在16日才受命一同出動。這使前往邦克山的軍隊人數不足。
6月16日傍晚，普雷斯科特帶兵前劍橋，並與普特南會合後召開軍事會議。會議的詳細內容已不得而知，但會後普雷斯科特決定帶一隊民兵到布里德山，認為該處更適合建造堡壘；至於普特南則命下屬帶兵到邦克山建造，自己留在劍橋。普雷斯科特的決定最終引致戰事爆發。

## 戰事前奏及雙方準備

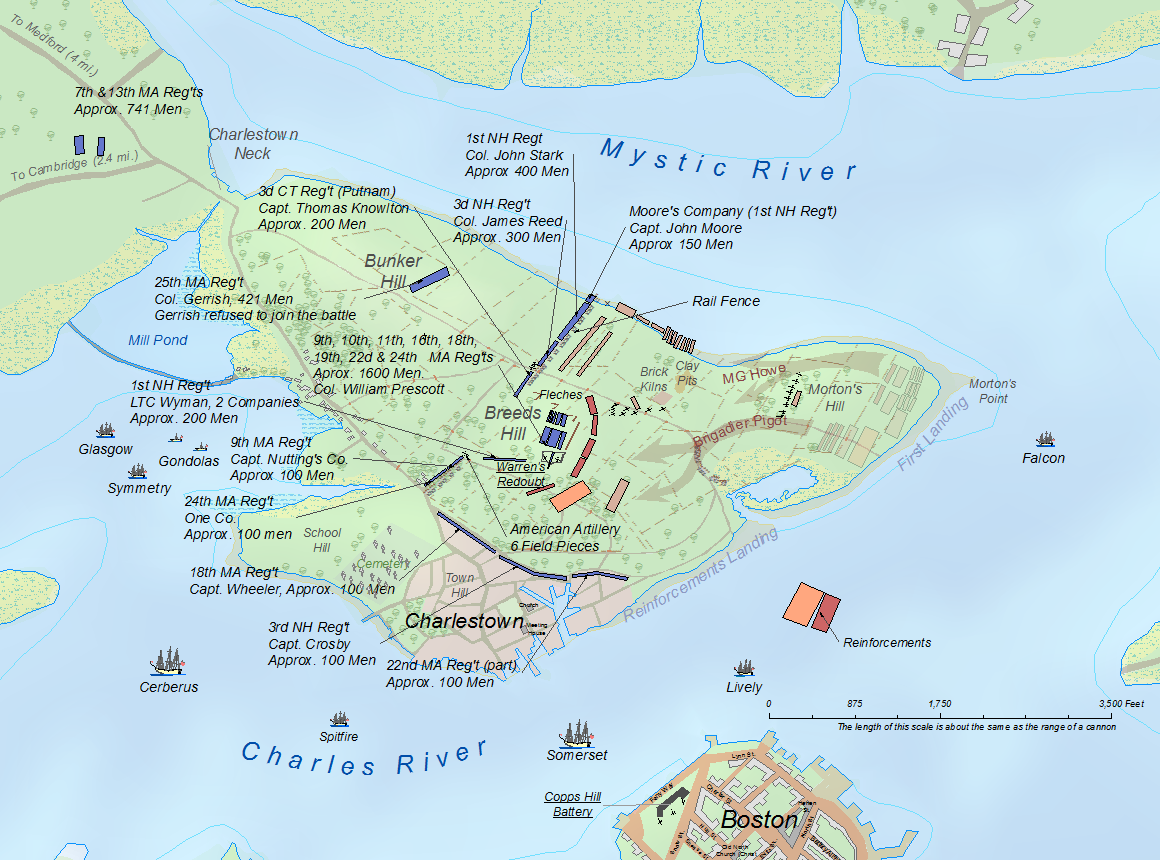
邦克山戰役雙方的戰鬥序列。

6月17日半夜，普雷斯科特的民兵開始在布里德山挖掘，並盡量保持隱密。在破曉之前，英軍都沒有動作，使普雷斯科特以為行動未被發現；事實上當晚克林頓在巡哨時，早已看到民兵在布里德山，趕忙要求蓋奇準備出兵；而不少英軍哨兵也看到民兵活動。然而蓋奇卻下令在日出後先偵察民兵陣勢，才派兵出動。清晨4時，英國軍艦活力號（Lively）發現民兵在山上活動，並開火炮擊，使民兵一度停工。炮聲使波士頓周邊地區居民驚醒，但海軍中將塞繆爾·格雷夫斯（Samuel Graves）卻下令活力號停火，而民兵又再復工。
隨著天色漸白，普雷斯科特才驚覺自己身陷險境。布里德山被英國軍艦包圍，且蓋奇不久下令全部軍艦以及科柏山火炮開炮，使民兵飽受壓力（縱然布里德山因地勢較高，大部分炮彈均無法命中）；另外，山丘的北面及西面灘頭毫無防禦，英軍可從該處繞過布里德山堡壘，再從後包抄民兵；第三，民兵的體力已經耗盡，而且士氣極差。當活力號開火時，有一位民兵被炮彈擊中身亡，普雷斯科特下令不作祈禱，即時埋葬屍體並繼續挖掘，但民兵竟然抗命，有部分更不滿而離隊。
與此同時，波士頓已可清楚看到民兵正在施工。克林頓再次召開軍事會議，派人叫醒其他將官。克林頓要求即時出兵，但召集軍兵艦隻需時，而下次潮漲要到下午3時出現，且按照遠征程序，全部士兵都要準備毛毯及糧食等物資，煮食收拾均需時間，行動一再延遲。
民兵雖因英軍延誤而獲得寶貴時間，卻遇上種種問題。由於軍心散渙，普雷斯科特被迫派人到劍橋求援。較早前普特南被活力號的炮聲吵醒，自己快馬前往邦克山了解情況，再回馬到劍橋要求華德增援。華德先派出約翰·史塔克（John Stark）的新罕布夏民兵，而普特南則指揮另一批帶有火炮的民兵出發。史塔克的民兵因裝備不足而多番延誤；至於普特南抵達布里德山後，派自己的新兵接替普雷斯科特，到布里德山北面灘頭建設簡陋籬笆及障礙物，結果普雷斯科特的部隊順勢自行解散，進一步削弱軍力。不久華德收到普雷斯科特派出的求援信使，雖然他對普雷斯科特抗命行事極為憤怒，議最終仍決定再援軍，瓦倫醫生也親自指揮一批步兵出發。不過，民兵的指揮及行軍極為混亂，部分民兵行至地峽及邦克山，便拒絕繼續前進。
此時已是中午時分，英軍開始上船離開波士頓，並前往查爾斯鎮半島東南面的摩頓山（Moulton's Hill）登陸集合。多番擾攘後，民兵勉強作出部署。康涅狄格的民兵負責山邊及海灘的籬笆防線，其他人則留守山上。下午2時豪的先頭部隊從摩頓山出發，但看到布里德山上的民兵增援而停止前進，等待後方援軍，順道午飯。這使史塔克的民兵及時趕抵前線，並填補海灘防線的缺口。為免浪費彈藥，各民兵領袖都下令只可在近距射擊。

## 戰鬥
下午3時，豪帶領步兵出發，主力攻擊海灘防線；羅拔·皮各（Robert Pigot）的5個步兵軍團及1隊海軍陸戰隊在查爾斯鎮登陸，佯攻布里德山陣地；格雷夫斯則派軍艦炮擊查爾斯，使全市大火，試圖打擊民兵狙擊手。豪的部隊行至海灘籬笆之外，遭到史塔克的新罕布夏民兵迎頭攻擊，傷亡慘重而被迫後撤。至於皮各的部隊既受到狙擊手攻擊，又看到豪的部隊後退，也提早後撤。
首波攻擊失敗後，英軍稍作重組，再次出動。這次皮各的步兵正面攻打布里德山陣地，而豪的步兵則改為攻打山邊籬笆。結果兩支英軍再次遭到民兵近距猛烈射擊，且死傷比第一次更為嚴重，只好再次撤退，並將部分傷兵運返波士頓。克林頓在對岸看到英軍兩次敗陣，未等豪派人求援，即時組織援軍出發，並說服部分傷兵再次出陣。
再次組織後，英軍發動第三波進攻，集中軍力搶攻布里德山，而只佯攻籬笆防線。此時民兵的彈藥幾近耗盡，但起初仍造成大量英軍傷亡，當中海軍陸戰隊指揮官約翰·皮特凱恩（John Pitcairn）少校更因此戰死。不過，當民兵用盡彈藥而被迫接戰時，形勢即時逆轉。英軍步兵全部裝有刺刀，但民兵的火槍卻大多無此裝備。不久山上民兵被迫後撤，而瓦倫在撤退期間遭英軍擊殺。當時民兵有被英軍包圍之虞，幸虧籬笆民兵及時掩護，大部分民兵都可安全退回邦克山。普特南原本想在邦克山集結民兵，但指令尚未傳達，部隊早已逃離查爾斯鎮地峽，遺下火炮及挖掘工具於邦克山上。傍晚英軍完全控制查爾斯鎮半島。

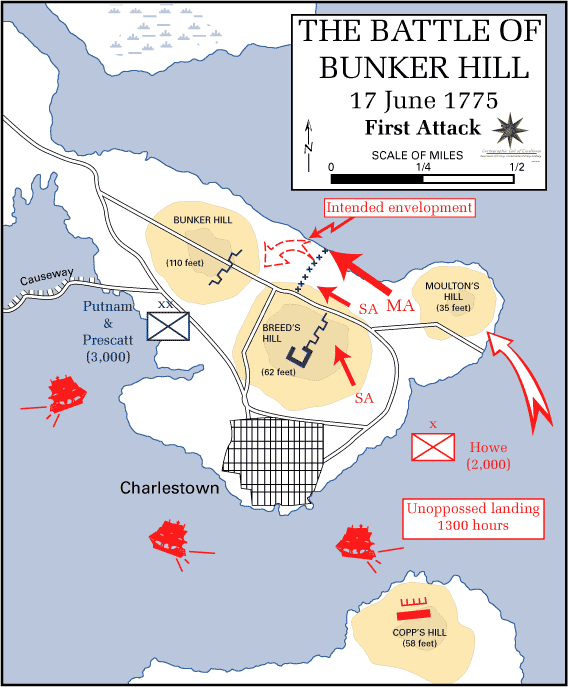
英軍的首波攻擊。豪的軍隊在摩頓山登陸後，等待皮各的援兵於查爾斯鎮登陸，然後一同前進。豪的主力軍隊原希望擊破民兵於山下及海灘的籬笆防線，再繞到民兵後方，而皮格則佯攻布里德山。結果豪遭到史塔克的新罕布夏民兵重創後撤，皮格也只好撤退。
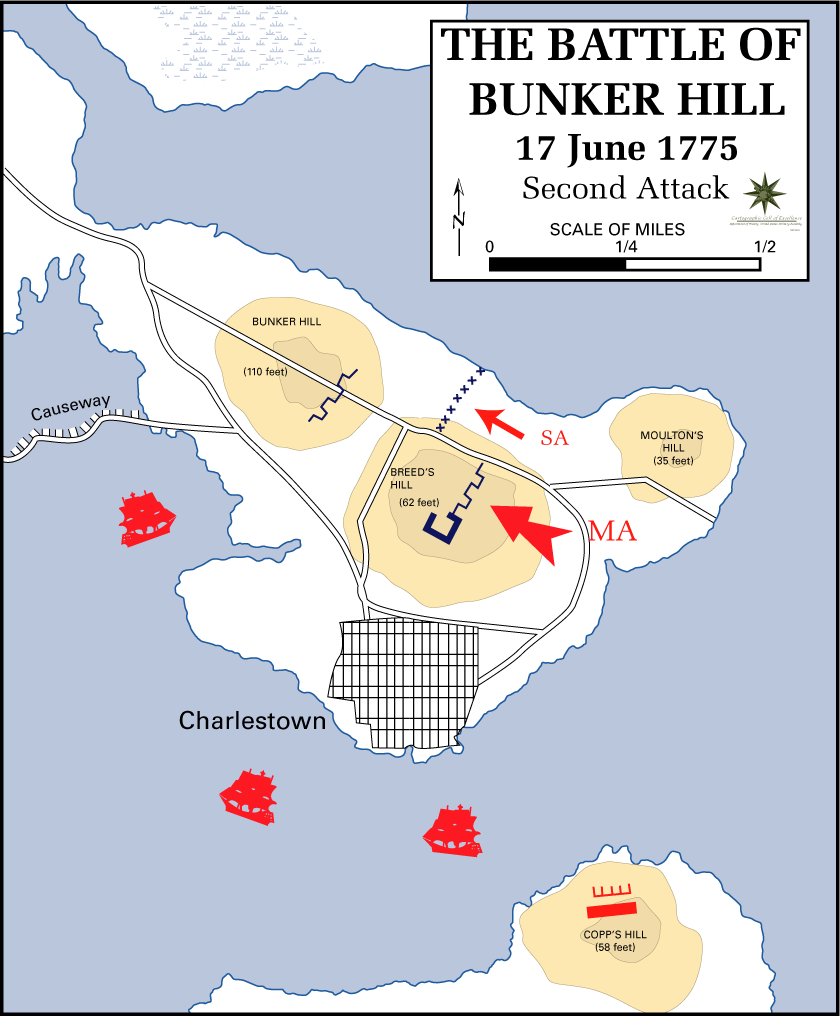
英軍第二波攻擊。這次豪派主力軍隊攻擊布里德山，分遣部隊攻擊山下籬笆，再次遭民兵近距射擊重創。
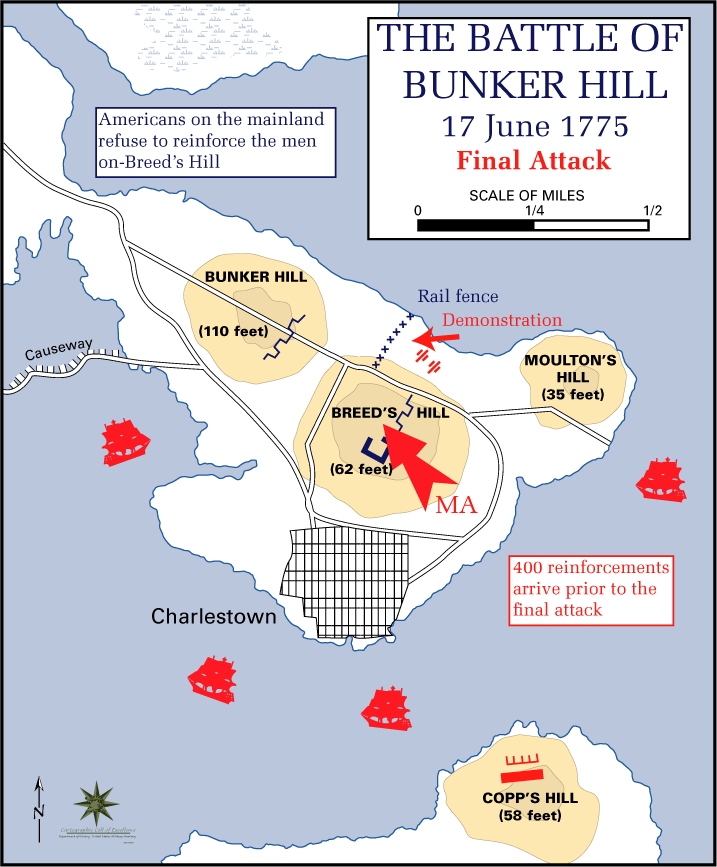
英軍第三波攻擊。這次攻擊英軍集中攻擊布里德山，而佯攻籬笆防線。克林頓早前渡河前來增援，再加上民兵彈藥不繼，又不能抵擋刺刀攻擊，英軍終於攻下布里德山。雙方都有高級軍官在這波攻擊陣亡，民兵失去了核心領袖瓦倫，而英軍則有陸戰隊指揮官皮特凱恩死亡。

## 戰後影響

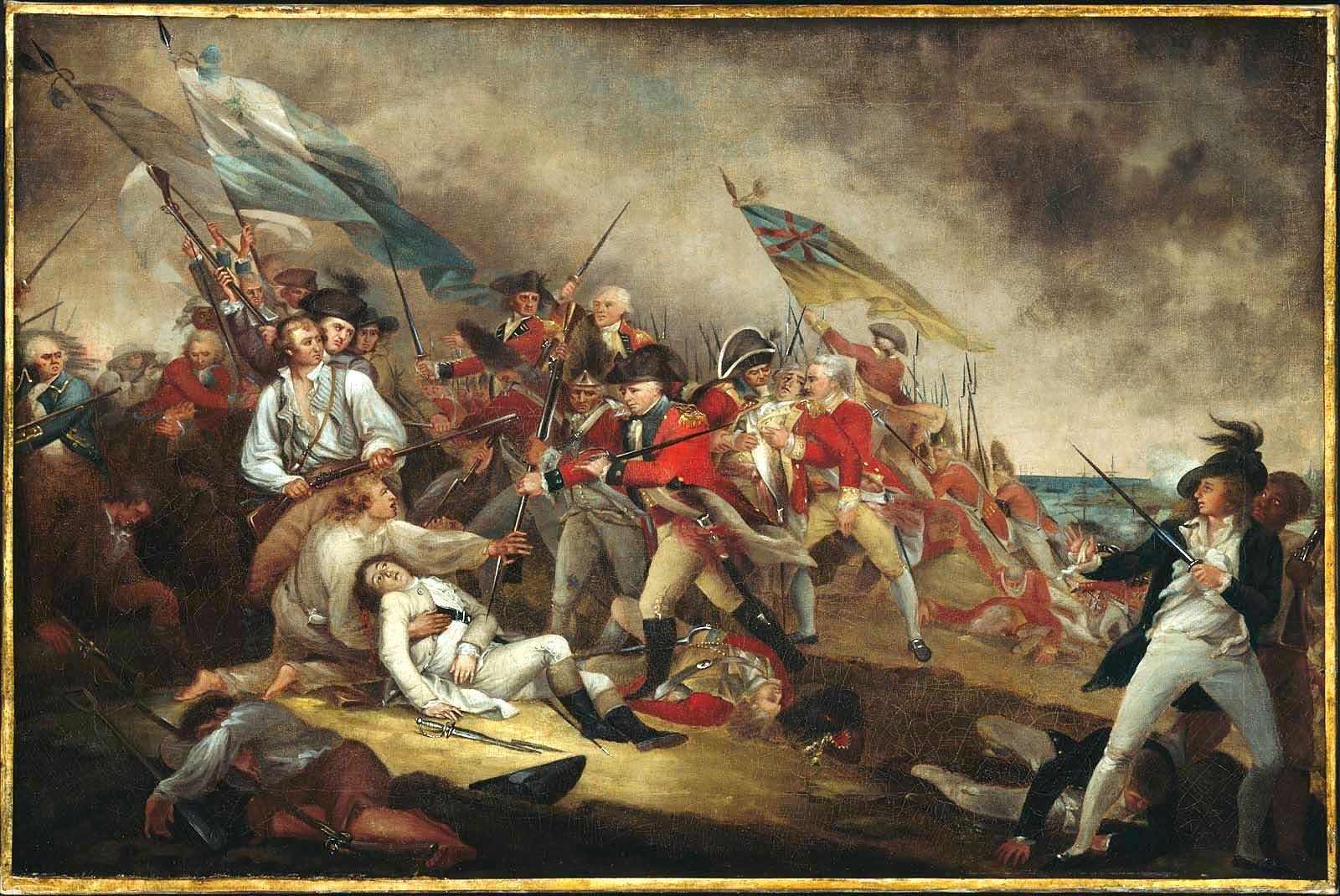
1786年，瓦倫家族的畫家描繪邦克山戰役瓦倫醫生（白衣者）戰死一刻。畫中同時描繪了英國陸戰隊領袖皮特凱恩，在英國軍旗之下及其士兵懷中死去。

英軍雖在邦克山戰役取得戰術勝利，奪取了波士頓對岸的查爾斯鎮險要，卻付出沉重代價。英軍一共有226人陣亡（19名軍官），828名士兵受傷（62名軍官），是整場獨立戰爭中傷亡人數最多的戰鬥。由於傷亡過多，豪否決了克林頓的提議，沒有即時進攻劍橋。至於民兵雖然落敗，但傷亡較少，繼續包圍波士頓，戰事因此陷入僵持。
邦克山戰役對交戰雙方的戰力評估有重要影響。在此以前，英軍一直視民兵為烏合之眾，在準備上多有輕敵之處：蓋奇延誤戰機至日出以後，豪下令士兵正面攻擊民兵防線，就連提出迂迴包抄方案的克林頓，一樣認為英軍可輕易擊潰民兵，結果反而遭到民兵重創。此後英軍不再輕視民兵戰力，開始認真看待。相對之下，民兵一方卻對自身的混亂與幼稚表現耿耿於懷，整支部隊完全缺乏有效指揮。議會原意是增防邦克山，但普雷斯科特竟在未有任何地形視察下，帶兵到布里德山，使民兵幾乎陷入絕境；民兵的增援也充斥各種混亂及退縮，致使援軍一再延誤，部分更留在邦克山上拒絕增援；新罕布夏及康涅狄格的援軍雖然立下戰功，實際上卻是各自為戰。戰後麻薩諸塞議會雖軍法審判了多名軍官，而正前往波士頓赴任大陸軍總司令的華盛頓，上任後也嘗試作出改革，但其效果起初仍然有限。
邦克山戰役也使英軍出現人事變動。蓋奇的戰爭報告送抵倫敦不久，其人便因數月以來的軍事失誤，而被免去所有北美職務。北美英軍總司令在10月由豪接任。然而英軍的指揮衝突也日漸浮現。進取的克林頓在邦克山已與蓋奇及豪相左，僅因軍階較低才予以服從。後來克林頓與康沃利斯的矛盾，便使英軍行動欠缺協調。
最後，邦克山戰役也使殖民地與英國國會關係進一步惡化。民兵原希望重演列星頓和康科德戰役後的輿論攻勢，但民兵的報告卻晚於蓋奇的官方報告送抵倫敦。8月23日，喬治三世發佈平叛詔書（Proclamation of Rebellion），宣佈北美全部殖民地處於叛亂狀態，而必須傾國之力鎮壓，殖民地與英國修好的最後機會就此消逝。9月民兵開始遠征加拿大，而南方戰場也同時展開。英國也開始爭取南方保皇黨的支持，並計劃僱用傭兵協助。

## 命名歧異、爭議與戰事紀念

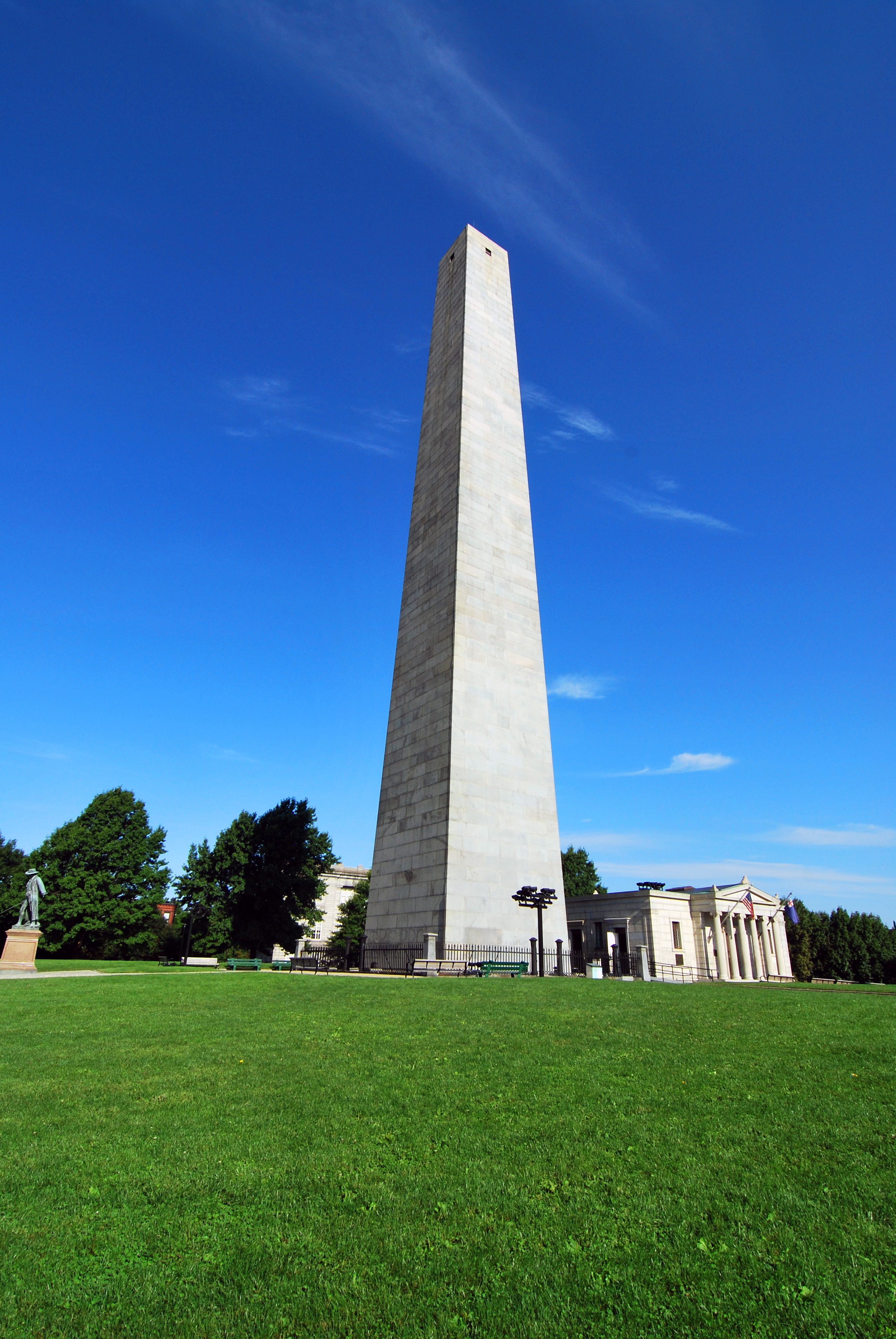
邦克山纪念碑。攝於2009年。

邦克山戰役引發不少命名歧異與爭議。邦克山起初的英文命名有後綴s，是一座以人物為名的山丘。1634年一個英國移民佐治·邦克（George Bunker）獲授予該地，邦克山（Bunker's Hill）也因此為名。
然而，「邦克山」並非查爾斯半島中央山地的惟一名稱。波士頓的本地人有稱之為「羅素牧地」（Russel's Pasture）、「格連牧地」（Green's Pasture）及「布里德牧地」（Breed's Pasture），而英國地圖則稱之為「格連山」（Green's Hill）。當麻薩諸塞安全委員會討論設防山地時，華德將軍使用的字眼是「查爾斯鎮山地」（Charlestown Hill）。縱然議會最終明言是要派兵到「邦克山」，但華德在戰後的報告卻以「查爾斯鎮山地戰役」為名。戰役結束後，英軍在1775年6月繪畫的地圖，更誤將邦克山及布里德山的地名掉亂，且把普雷斯科特堅守的山丘寫為Bunkers Hill，未有後綴。至於英國報章的報導，則只稱為The battle of Bunker Hill, near Charlestown, in New England（新英格蘭查爾斯鎮附近的Bunker Hill戰役）。由於Bunker(s)一詞本身有「碉堡」之意，且戰事又集中在英軍進攻民兵堡壘，「碉堡山」的歧義就此出現。
要到1816年，獨立戰爭將軍詹姆斯·威爾金森（James Wilkinson）才首次將戰事寫為「布里德山戰役」（Battle of Breed's Hill），以求準確。然而「布里德山戰役」本身又有所不足。事緣「布里德山」一詞在1775年前從未出現於任何官方文件之上，史塔克的民兵防線又在「邦克山」的山腳。更何況英軍在民兵撤退時又的確攻陷了「邦克山」，且佔據全部「查爾斯鎮山地」亦是英軍的突圍目標，只是普雷斯科特將堡壘推前建造，才迫使英軍回應，將攻打多徹斯特高地改為進攻查爾斯鎮。年月過去，各種命名歧異業已定型。
殖民地起初視邦克山戰役為落敗，亦以指揮混亂為恥，一直沒有加以紀念。要到美國獨立後，邦克山戰役才被重新發掘。1825年6月17日，拉法葉侯爵在布里德山奠下邦克山紀念碑基石，並由美國國務卿丹尼爾·韋伯斯特主持儀式。拉法葉死後，其子更特意用邦克山的泥土為其蓋棺埋葬。邦克山紀念碑目前是自由之路的終點，而一座紀念博物館則在2007年開幕，坐落於紀念碑對街。 沙福克縣及薩默維爾將每年6月17日定為「邦克山日」，為法定假期。戰役的100周年、150周年及200周年紀念日，波士頓均有大型紀念活動。
美國海軍一共有三艘軍艦以邦克山為名，紀念是次戰役，包括一艘掃雷艦、一艘航空母艦（CV-17）及一艘導彈巡洋艦（CG-52）。

## 延伸阅读
- Axelrod, Alan. . Sterling Publishing Company, New York. 2007. ISBN 9781402768163.
- Beck, Derek W. . Sourcebooks, Inc. 2016. ISBN 9781492633105., 480 pages
- Doyle, Peter. . Charlottesville, VA: Providence Foundation. 1998. ISBN 1-887456-08-2. OCLC 42421560.
- Drake, Samuel Adams. . Boston: Nichols and Hall. 1875.
- Elting, John R. . Monmouth Beach, NJ: Phillip Freneau Press. 1975. ISBN 0-912480-11-4. OCLC 2867199.
- Ferling, John. . Oxford University Press. 2007. ISBN 9780199758470.
- Fast, Howard. . New York: ibooks inc. 2001. ISBN 0-7434-2384-4. OCLC 248511443.
- Lanning, Michael Lee. . Source Books, Naperville, Illinois. 2008. ISBN 9781402252808.
- O'Brien, Michael J. . Irish University Press. 1968  [2020-03-22]. （原始内容存档于2020-07-27）.
- Ristow, W. Walter. . 1979.
- Swett, S. . Boston, MA: Munroe and Francis. 1826. OCLC 3554078. This book contains printings of both Gage's official account and that of the Massachusetts Congress.
- Commager, Henry Steele; Morris, Richard B. . Harper & Row Publishers, New York, London. 1958. ISBN 0306806207., eBook, Vol 2